# Ян де Вітте
Ян де Вітте (пол. Jan de Witte; 8 червня 1709 у військовому обозі під Полтавою[джерело?] — 22 грудня 1785, Кам'янець-Подільський) — військовий генерал, інженер-фортифікатор, архітектор нідерландського походження.

## Життєпис
Мечислав Орлович вказував на його нідерландське походження.
За даними Антонія Ролле, Ян де Вітте — уродженець Кам'янця, походить із простої вірменської родини торгівця Яна Віта.
Прізвище його було спочатку Віт, з часом змінювалося на Вітт, Вітте, де Вітте. Перша згадка про Яна Віта в метричних книгах кам'янецького костелу і його дружини Констанції — 16 вересня 1720, коли вони хрестили першого сина — Антонія Віта, який пізніше став священником у Жванці.
26 лютого 1726 Ян Віт розпочав військову службу. 1731-го хорунжий, 1736 — капітан артилерії. Тоді ж став вдівцем і вдруге одружився — з Маріанною Любонською. 29 серпня 1739 — народився син Йозеф Зефірин Віт. 16 вересня 1741 — народилася донька Текля, пізніше — Консолята. 1758 — підполковник, 1763 — полковник, 1768 — генерал піхоти і заступник коменданта Кам'янця. Тоді за видатні заслуги йому надано шляхетський титул і до прізвища дописали ще одне «Т». 1773 року — після надання йому ордену Св. Станіслава отримав у прізвищі ще одну зміну і писався вже Ян де Вітт. З 1781 — вже як генерал-лейтенант отримує посаду коменданта Кам'янця.
24 листопада 1780 померла дружина Яна де Вітте, засмучена одруженням сина Йозефа з Софією Вітт-Потоцькою.
Після отримання інженерної освіти працював у Корпусі коронних інженерів. 1767 року отримав титул графа, а 1772 відзначений орденом Св. Станіслава. Був комендантом Кам'янця-Подільського (1768–1785 рр.), генерал-лейтенантом коронних військ і шанованим архітектором, прихильником стилю бароко.
Разом із дружиною Маріанною з Любоньських були поховані в підземеллі кафедрального костелу Святих Петра і Павла.

## Доробок
- Ансамбль сакральних споруд і фортифікацій костелу Кармелітів у Бердичеві (1739).
- У Львові:
  - перебудова Палацу Любомирських (1740-ві)
  - проєктування костелу домініканів (1749)
  - перебудова костелу Марії Магдалини (1758)
- Палац Любомирських у Рівному, згорів 1927 року.
- Палац у Кам'янці-Подільському (не зберігся).
- Тріумфальна арка в Кам'янці-Подільському.
- Костел у Купині на Поділлі.

## Вшанування пам'яті
На Руських фільварках Кам'янця-Подільського 4 липня 2017 року перейменовано вулицю на честь відомого архітектора Яна де Вітте, також на міській ратуші встановлено меморіальну дошку.

## Галерея

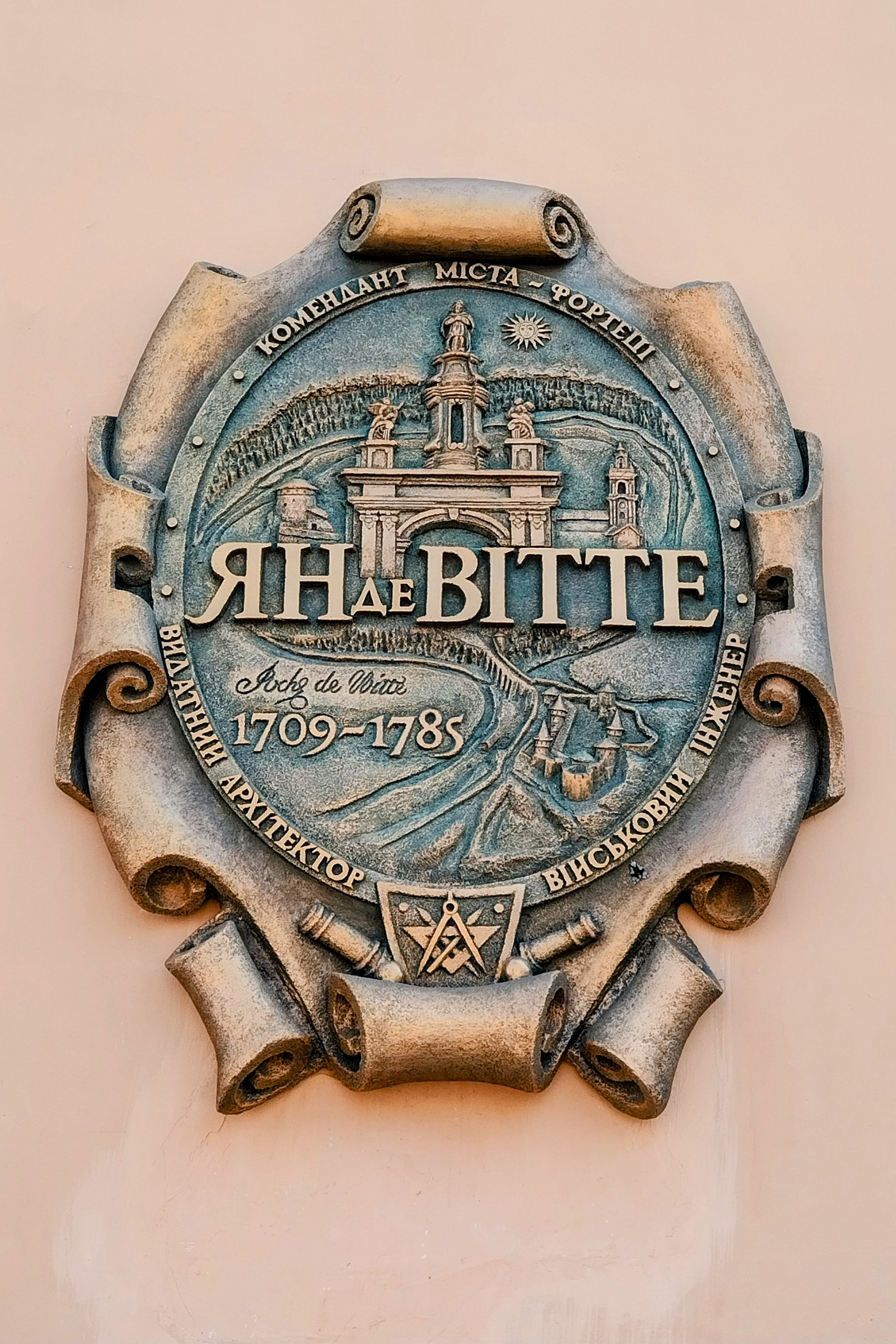
Меморіальна дошка Яну де Вітте у Кам'янець-Подільському
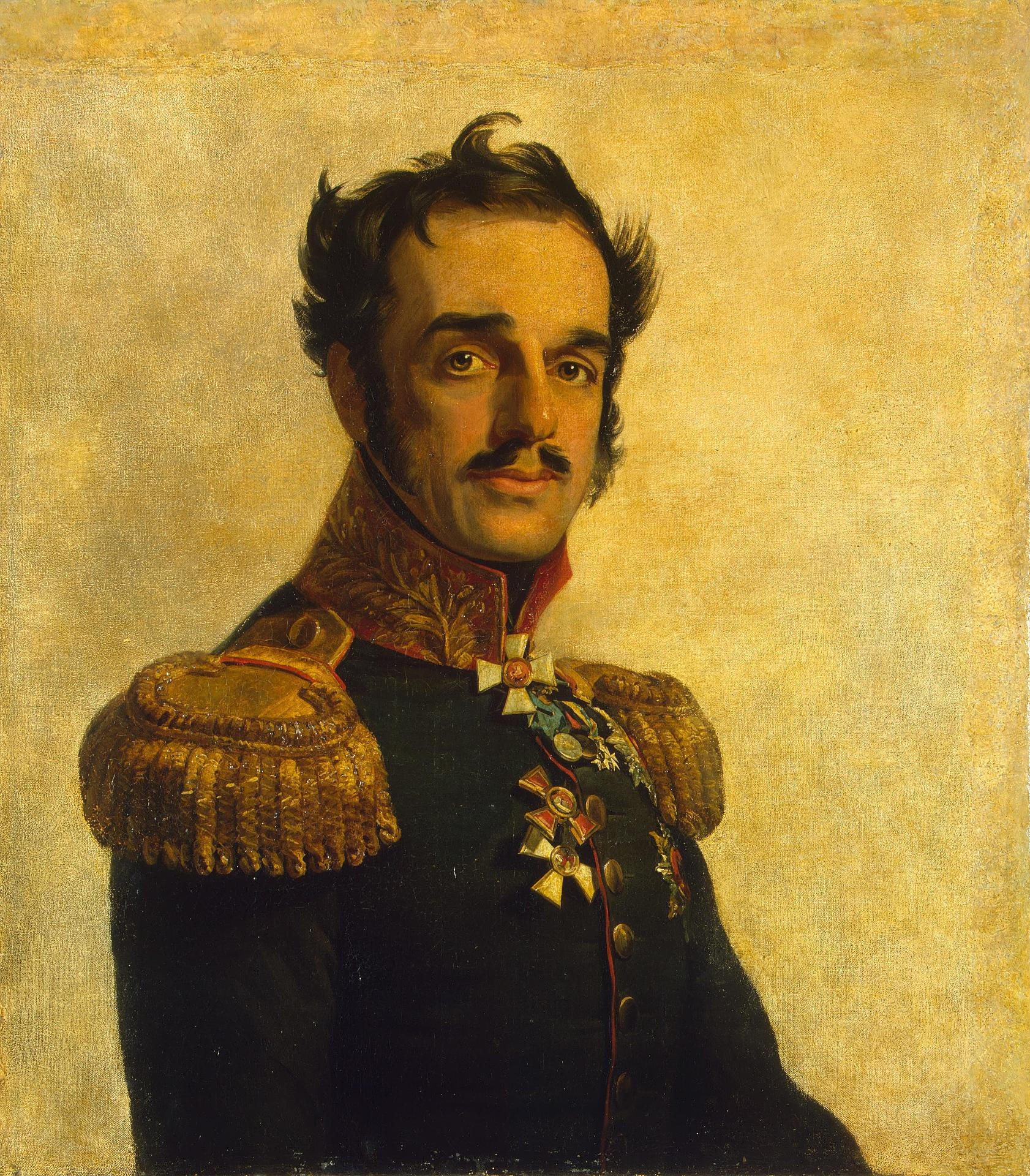
Ян де Вітт (внук)